# Abadia de Vadstena
A abadia de Vadstena (em sueco:  Vadstena kloster; em latim: Monasterium sanctarum Mariæ Virgìnis et Brigidæ in Vatzstena) é uma abadia católica da Suécia, localizada na cidade de Vadstena, na margem oriental do lago Vättern. 

Foi concebida por Santa Brígida da Suécia, por inspiração de uma visão divina, e fundada em 1384, como um convento duplo para freiras e frades da Ordem de Santa Brígida, instalado num palácio do século XIII, doado pela rainha Branca de Namur e pelo rei Magno IV da Suécia.

O convento foi construído numa onda de ímpeto evangelizador com a finalidade de receber peregrinos. A sua igreja tinha um enorme pátio para acomodar os visitantes, e por motivos prático a sua entrada estava situada no lado oriental e o altar no lado ocidental, ao contrário do que era habitual. Com o advento da Reforma Protestante, o convento foi encerrado no século XVI. 